# Josef von Paic
Josef Ritter von Paic (hrv. Josip Paić) (Otočac, 23. rujna 1867. – Beč, 21. travnja 1933.) je bio austrougarski general i vojni zapovjednik. Tijekom Prvog svjetskog rata obnašao je dužnost načelnika stožera XIV. korpusa i 4. armije, te je zapovijedao 13. brdskom brigadom.

## Vojna karijera
Josef von Paic je rođen 18. travnja 1865. u Otočcu. Pohađao je Terezijansku vojnu akademiju koju završava 1887., nakon čega od kolovoza iste godine s činom poručnika služi u 12. pješačkoj pukovniji. Od 1896. do 1899. pohađa Ratnu školu u Beču, da bi od studenog 1903. služio u operativnom odjelu Glavnog stožera. U studenom 1907. promaknut je u čin bojnika, dok čin potpukovnika dostiže u svibnju 1911. godine. Potom u svibnju 1912. postaje zapovjednikom 22. poljsko-lovačke bojne, da bi u kolovozu 1913. bio raspoređen na službu u stožer XIV. korpusa sa sjedištem u Innsbrucku gdje je u prosincu 1913. imenovan načelnikom stožera. U svibnju 1914. promaknut je u čin pukovnika.

## Prvi svjetski rat
Na početku Prvog svjetskog rata Paic obnaša dužnost načelnika stožera XIV. korpusa kojim je na Istočnom bojištu zapovijedao nadvojvoda Josef Ferdinand. S navedenim korpusom sudjeluje u Bitci kod Komarowa. Međutim, krajem rujna 1914. imenovan je načelnikom stožera 4. armije koju dužnost je do tada obnašao Rudolf Krauss. Na dužnosti načelnika stožera 4. armije tijekom prosinca 1914. sudjeluje u Bitci kod Limanowe-Lapanova, te u svibnju 1915. u ofenzivi Gorlice-Tarnow. Dužnost načelnika stožera 4. armije obnaša do rujna 1915. kada ga na tom mjestu zamjenjuje Otto von Berndt.
Godine 1916. imenovan je opunomoćenim predstavnikom austrougarske vojske pri njemačkom Generalnom guvernmentu Varšava. U rujnu 1917. postaje zapovjednikom 13. brdske brigade koju dužnost obnaša do prosinca te iste godine. Tijekom te službe, u studenom 1917., promaknut je u čin general bojnika. Nakon toga obnaša dužnost načelnika stožera Glavnog inspektorata austrougarskih zračnih snaga (Luftstreitkrafte). Tijekom 1918. obnaša dužnost načelnika predsjedničkog odjela Glavnog stožera.

## Poslije rata
Nakon završetka rata Paic je s 1. siječnjem 1919. umirovljen. Preminuo je 21. travnja 1933. u 66. godini života u Beču.

## Vanjske poveznice
(njem.) Josef von Paic na stranici Archivinformationssystem.at

(njem.) Josef von Paic na stranici Biographien.ac.at

(hrv.)
Josef von Paic na stranici Enciklopedija.hr

(eng.)
Josef von Paic na stranici Armedconflicts.com